# Marco Lipszyc
Pour les articles homonymes, voir Lipschitz.
Marco Lipszyc, dit Jean Figiel ou Marc Lenoir, né le 26 novembre 1912 à Łódź et mort le 21 juillet 1944 à Seyssinet-Pariset, est un militant socialiste puis communiste d’origine polonaise qui s’impose comme l’un des organisateurs les plus efficaces de l’action clandestine dans la région grenobloise.

## Engagement politique[2]
Très jeune, il adhère à la Troisième Internationale, après avoir été un militant socialiste, dans une Europe traversée par les idées de la révolution russe. Il entreprend des études de médecine à l’université de Prague en Tchécoslovaquie où il poursuit potentiellement ses activités militantes. Il se fait arrêter et fait un séjour dans une prison polonaise pour activités subversives. On ne sait pas comment se termine ce séjour en prison, mais Marco Lipszyc quitte définitivement son pays natal pour s’installer à Paris en octobre 1933 où il s’investit très probablement politiquement. Son beau-frère Jean dira que durant cette période Marco Lipszyc « approfondit sa connaissance du programme communiste » et « qu’il s’occupe spécialement de la main d’œuvre polonaise immigrée, nombreuse dans la région parisienne et dans sa banlieue agricole ». En 1937, à 24 ans, il s’engage aux côtés des républicains espagnols et participe directement au conflit dans le cadre des Brigades internationales. Il détourne notamment un cargo hollandais destiné à Franco. Il y rencontre également Antoine Polotti, dit Georges, qui sera l’un des responsables du Parti communiste clandestin de l’Isère et avec qui il partagera le commandement des Francs-tireurs et partisans de l’Isère au début de l’année 1944. Marco Lipszyc revient à Paris au cours de l’été 1938. Il est alors envoyé à Grenoble en août sur recommandation d’un médecin, afin de soigner une maladie pulmonaire. En novembre 1938 il fait une demande à la préfecture de l’Isère d’une carte d’identité d’étranger au titre de travailleur industriel. Il fréquente alors le milieu actif des réfugiés politiques autour de la coopérative étudiante « Notre foyer », rue Bayard. Il a également des contacts avec des militants communistes isérois. Il rencontre à cette époque Simone Bertrand, institutrice et membre du secours populaire qui s’occupe des réfugiés espagnols et de ceux qui reviennent des Brigades internationales.

## Pendant la Seconde Guerre mondiale[2]
Le fait d’être un « étranger » au regard de l’administration, n’empêche pas Marco Lipszyc de se battre pour la France et contre l’Allemagne nazie, lors de la guerre de 39-40 en tant que volontaire, puis dans la Résistance.
Il est engagé volontairement le 2 août 1939. Dès le début de l’été, le conflit avec l’Allemagne semblait inévitable et le militant communiste, de retour de la guerre d’Espagne, ne pouvait rester indifférent. Le 1er septembre, il est convoqué « pour accomplir une période de trois mois ». Le 16 février 1940, il est nommé caporal et affecté le 6 mars au 12e régiment d’infanterie de la Légion étrangère. Entre le 6 et le 15 juin il prend part aux combats du Chemin des Dames. Pilonné par l’aviation et l’artillerie, le régiment de Marco Lipszyc qui a reçu l’ordre de tenir coûte que coûte, voit disparaitre plus d’un tiers de son effectif. Les Allemands prennent le contrôle de la région, ce qui reste du régiment se replie. Quelques jours plus tard, l’armistice est signé. Démobilisé le 24 août 1940, il arrive à Grenoble le 29.
Il rentre de la campagne de 1939-1940 décoré d’une croix de guerre avec étoile de bronze et titulaire d’une citation à l’ordre du régiment signée par le lieutenant-colonel Besson. Son retour ne se passe pas tout à fait sans problèmes. Marco Lipszyc rentre dans une zone dite libre, mais administrée par le régime de Vichy. Il est étranger, a participé à la guerre d’Espagne, est communiste et Juif : il est surveillé par les autorités. Son nom apparaît dans des listes de personnes à arrêter ou à surveiller. Un arrêté d’expulsion est pris contre Marco Lipszyc à la fin de l’année 1940. Celui-ci sera ensuite annulé en considération de ses états de service militaire. Dans une lettre en polonais, sans doute adressée à sa sœur vivant en Amérique, Marco écrit : « J’ai passé toute la guerre dans les rangs de l’armée française. J’en suis revenu entier et en bonne santé et même avec des décorations militaires, ce qui est important pour mes conditions de séjour en France. »
Le 26 avril 1941, il épouse Denise Rolland avec qui il s’installe rue Abbé-Grégoire à Grenoble et avec qui il aura deux filles. Marco travaille chez Merlin Gerin dans le secteur électricité-transformateurs, où il sera employé jusqu’en octobre 1943, date à laquelle il passe à la clandestinité.
Marco Lipszyc est arrêté le 26 août 1942, lors de la rafle des Juifs étrangers organisée en Isère, comme dans toute la zone sud. À Grenoble, 353 personnes, hommes, femmes et enfants, sont raflées par la police française et emmenées à la caserne Bizanet où elles sont soumises à une commission de criblage. Marco est libéré grâce à son statut « d’engagé volontaire ayant servi plus de trois mois ou ayant pris part aux combats. »
Marco Lipszyc participe très probablement à la réorganisation du Parti communiste. Il semble aussi qu’il ait organisé, ou participé, à divers sabotages dans le cadre de son travail. Une partie du matériel fabriqué est destinée à l’appareil militaire allemand : il met au point une technique de détérioration « à retardement » des transformateurs destinés à l’armée et à la marine allemandes.
En mars 1943, Marco Lipszyc est en transit à Paris pour se rendre en Pologne pour, selon Jean Rolland, « assumer de hautes fonctions clandestines dans la Pologne occupée ». Il y fut très certainement envoyé par le Parti communiste allemand, ou peut-être polonais. En effet, certains partis communistes réfugiés en France, notamment allemand et autrichien, recrutent des cadres pour rentrer au pays afin d’y organiser un travail politique. Mais cette mission est annulée et Marco Lipszyc ne part pas. Il revient à Grenoble à la fin du mois etreprend son activité à Merlin Gerin.
Il met sa famille à l’abri dans le Trièves à la fin de l’année 1943. Marco Lipszyc est alors plus disponible pour tenir un rôle important dans la Résistance. C’est sans doute à ce moment qu’il va rejoindre véritablement les Francs-tireurs et partisans (FTP). Il participe à des actions de plus en plus audacieuses : attaques de mairies pour y récupérer des tickets d’alimentation, désarmement de gendarmes ou de policiers pour s’approvisionner en armes, etc. Lorsqu’il entre en clandestinité à partir de novembre 1943, il change régulièrement de domiciles et prend tantôt le nom de Jean-Marie Picard ou de Jean Rolland. Sous l’identité de Jean Stanislas Figiel, il dispose de toute une batterie de faux papiers. Le 11 novembre 1943, il participe à la manifestation au monument aux Diables bleus qui se termine par l’arrestation de près de 400 personnes. D’abord responsable du groupe urbain des FTP, intervenant sur la ville de Grenoble, il devient, sous le nom de « commandant Lenoir », commissaire aux opérations de région, c’est-à-dire responsable militaire des FTPF du département de l’Isère en février 1944. Son adjoint est André Masson dit Charles Petit et Antoine Polotti, dit Georges, est le commissaire technique ou commissaire aux effectifs, c’est-à-dire qu’il dirige l’ensemble des services (armement, renseignement, santé, etc). Malgré les consignes qui voudraient que les cadres ne mettent pas leur vie en danger, Marco continue de participer à des opérations pour rester en contact avec ses hommes. Il coordonne sur le territoire de l’Isère un certain nombre d’unités FTP, appelées « bataillons » à partir d’avril 1944.
Les 14, 15 et 16 mai 1944, plusieurs membres du comité militaire des FTP de la zone sud sont arrêtés par les hommes de Klaus Barbie. Dans les jours et semaines qui suivent, plusieurs dizaines de FTP sont appréhendés dans toute la région. Le 17 mai 1944, les quatre membres de l’état-major FTP du département de l’Isère se réunissent dans une maison de Fontaine. Il s’agit d’une ultime réunion avant le départ de l’état-major qui se sent menacé. À 14h, peu de temps après le début de la réunion, quatre voitures s’arrêtent à hauteur de la maison où sont réunis les quatre hommes. Les véhicules sont occupés par des miliciens français, des Feldendarmes et des gens des services de sécurité allemands. Ils cernent le pavillon et deux d’entre eux font irruption dans le logement, annonçant « police allemande ». Les quatre membres ne sont pas armés, Marco Lipszyc bloque vraisemblablement la porte avec son corps. Il a toujours déclaré qu’il ne se laisserait jamais prendre vivant. Il reçoit plusieurs balles à travers la porte et tombe. Les assaillants entrent dans la pièce à la poursuite des trois autres membres. Antoine Polotti est tué, un autre blessé et le troisième arrêté.
Durant sa détention, sa femme Denise donne naissance à leur deuxième fille, Martine. Lipszyc sera conduit à Seyssinet le 21 juillet 1944 avec neuf autres détenus et fusillé au Désert de l'Écureuil, un mois avant la libération de Grenoble.

## Hommage
Celui qui fut l’un des principaux chefs de la Résistance iséroise semble avoir été relativement oublié lorsque s’établit après la guerre le panthéon mémoriel local.
- Une rue à Fontaine ainsi qu'une autre à Échirolles portent le nom de commandant Lenoir, nom de Résistance de Marco Lipszyc.
- Une plaque commémorative est érigée sur le lieu de son arrestation et un monument collectif au Désert de l'Écureuil à Seyssinet-Pariset.
- En 2015, l'historien Claude Collin écrit Marco Lipszyc, étranger et notre frère pourtant édité par le Musée de la Résistance et de la Déportation de l'Isère, dans la collection Parcours de résistants.